# Czesław Skawiński
Czesław Skawiński (ur. 27 maja 1890, zm. 19 sierpnia 1974 w Krakowie) – polski malarz i pedagog.

## Życiorys

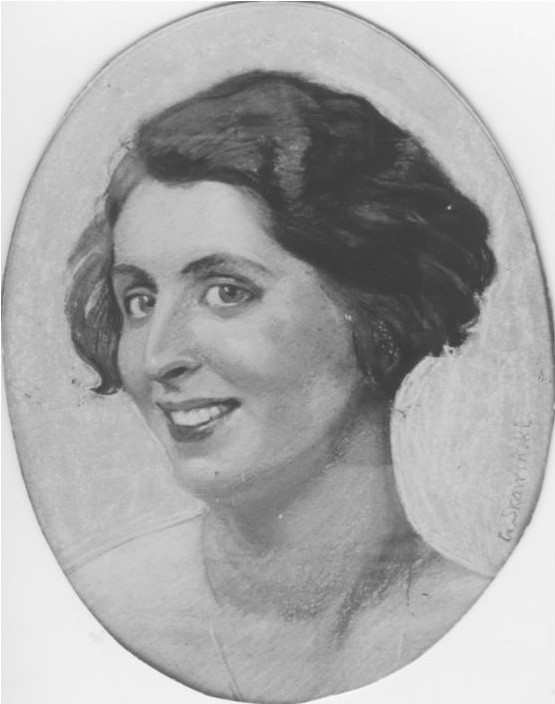
Portret kobiety - obraz artysty malarza Czesława Skawińskiego (1926)

Od 1913 studiował na krakowskiej Akademii Sztuk Pięknych w pracowni Teodora Axentowicza, po roku przerwał studia i wstąpił do Legionów Polskich. Przebieg służby nie jest znany, we wrześniu 1931 otrzymał stopień podporucznika rezerwy ze starszeństwem. Po 1920 kontynuował i ukończył studia. Od 1924 mieszkał w Zakopanem, był nauczycielem w Szkole Przemysłu Drzewnego i dyrektorem Publicznej Szkoły Dokształcającej. Był członkiem Związku Polskich Artystów Plastyków i towarzystwa „Sztuka Podhalańska” (od 1929 Podhalański Związek Plastyków), którego od 1936 był prezesem. Był wielkim zwolennikiem rozwoju radiofonii w Zakopanem, organizował koncerty muzyki radiowej i prowadził na Krupówkach sklep radiotechniczny.
Był mężem Heleny z Mielczarskich (1897–1962). Miał syna Adama (1926–1999) i 3 córki.
Zmarł 19 sierpnia 1974 w Krakowie. Spoczywa na Cmentarzu na Pęksowym Brzysku w Zakopanem (sektor P-II-27).

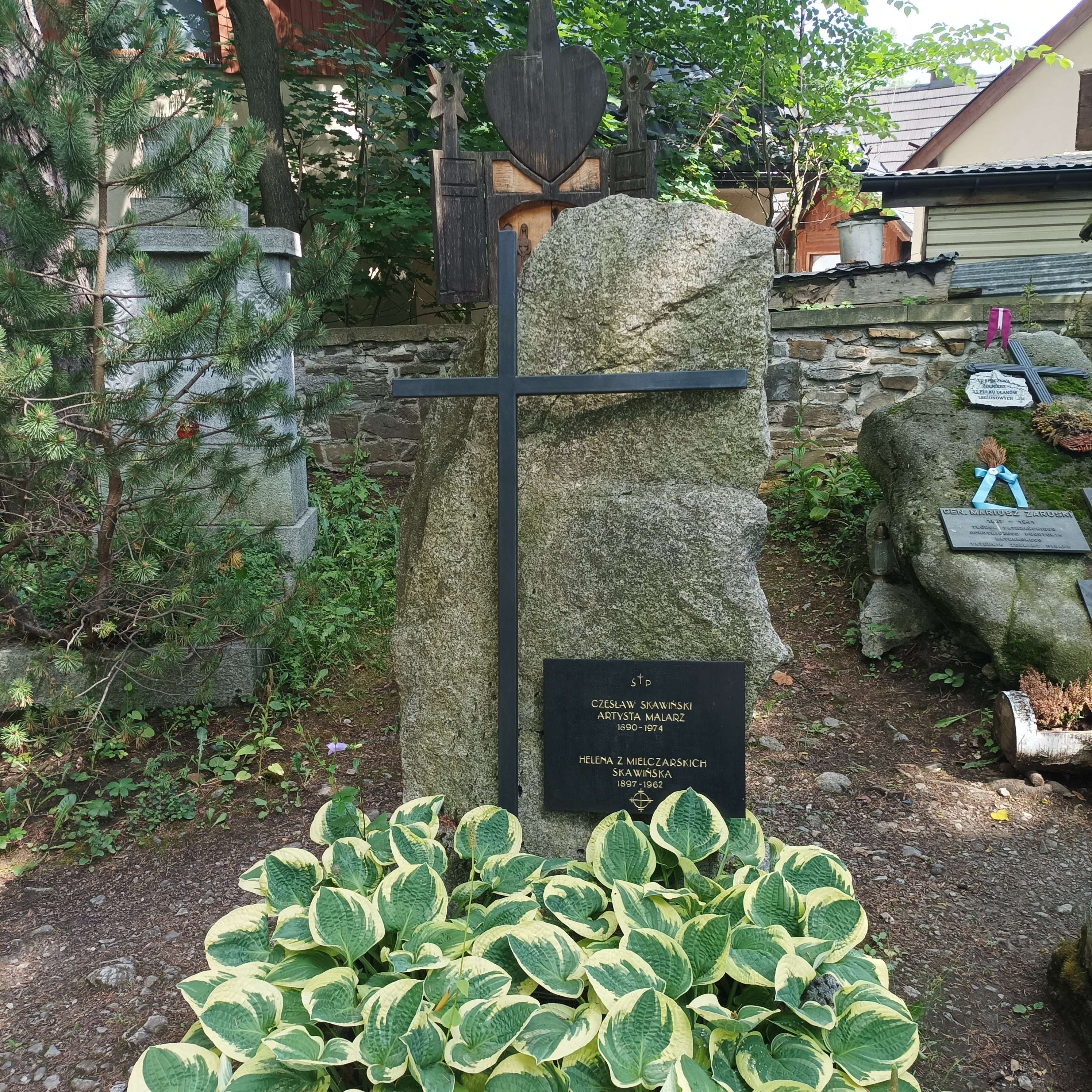
Grób Czesława Skawińskiego na Cmentarzu Zasłużonych na Pęksowym Brzyzku

## Ordery i odznaczenia
- Złoty Krzyż Zasługi (19 lipca 1939)[2]